# 上黒岩岩陰遺跡

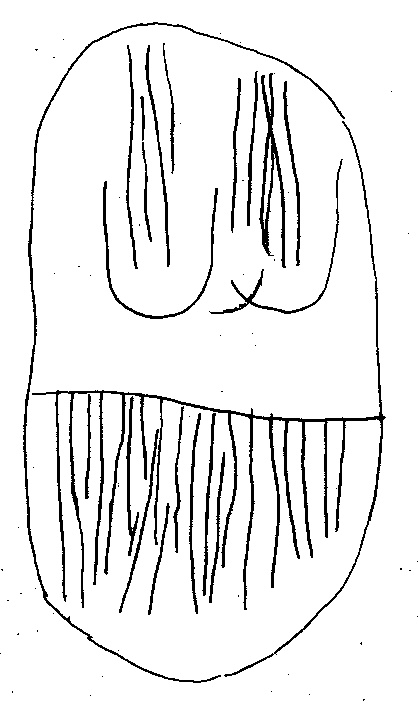
上黒岩岩陰遺跡出土の女神像を刻んだ線刻礫のひとつ

上黒岩岩陰遺跡（かみくろいわいわかげいせき）は、愛媛県上浮穴郡久万高原町（発見当時は美川村）で1961年（昭和36年）に発見された縄文時代早期を中心とする岩陰遺跡である。国の史跡に指定されている。

## 立地
石鎚山の西南麓に源を発する面河渓が久万川と合流する御三戸から、久万川を約3キロメートルさかのぼった右岸の河岸段丘上に立地する。高さ30メートルの石灰岩が露出した岩陰にあり、遺跡の中心は岩壁の両北端から西南側面である。

## 遺跡概要

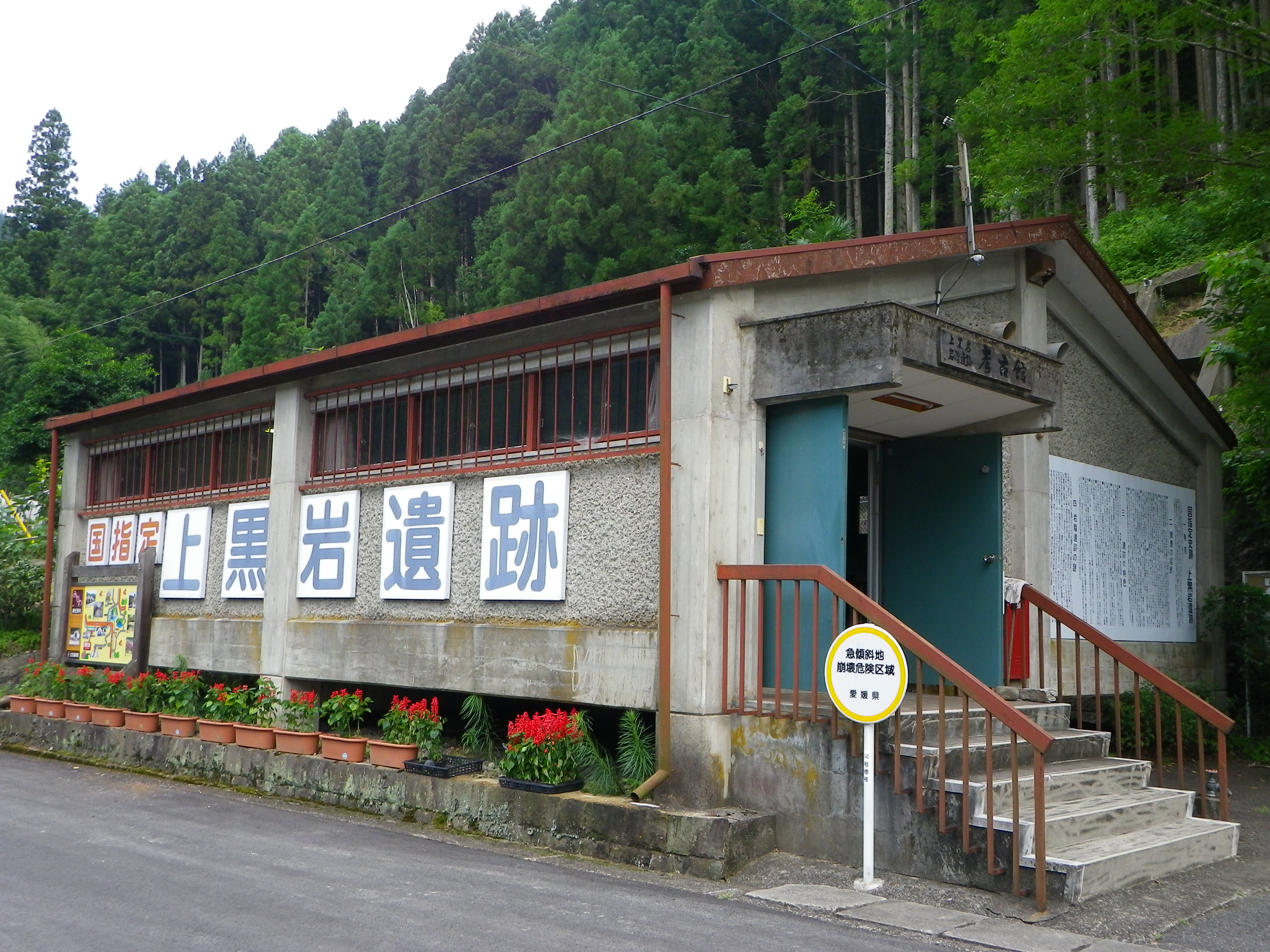
上黒岩岩陰遺跡考古館

1961年に近在の中学生によって発見されて一躍有名になった遺跡である。発見以来1970年まで、5次にわたって発掘調査が実施された。その結果、第1層から第9層まで遺物包含層が確認され、縄文時代草創期から縄文時代後期までの1万年近くにわたって使用されてきた岩陰であったことが判明した。1962年（昭和37年）10月の調査で、とくに第4層からは縄文時代早期の埋葬人骨。また、1962年（昭和37年）8月には日本考古学協会洞穴遺跡特別調査委員会（江坂輝弥等）による調査が行われ、第14層までの掘り下げ、第9層からは、縄文時代草創期の細隆起線文土器、有舌尖頭器、矢柄研磨器、削器、礫器、緑泥片岩製の礫石に線刻した岩版7個などが一括して出土している。
年代測定では6層が1万7000±300B.P.、11層が1万2165±600B.P.。
注目される遺物としては、(1) 投槍の刺さった腰骨や、(2) 女神像線刻礫がある。(1) は、1969年に発見され、当時は縄文時代早期の男性の骨とされていたが、のちの報告書によれば、経産婦の腰骨で、生前かまたは死後まもなく刺突されたものであろうという。同様の傷が他にもあり、死後儀礼の可能性もあるという。(2) の「ヴィーナス像」とも称される女神像線刻礫は、鋭利な剥片石器を用いて女性像を礫に描いたとされるもので、信仰の対象だった可能性が指摘されている。この種の像が出土したのは日本では上黒岩岩陰遺跡が初めてであった。同じ土層からはおよそ1万4千5百年前の、発見当時としては世界最古級の土器片も出土した。
動物遺体ではニホンジカ・イノシシを主体にカモシカ、ニホンザル、アナグマ、タヌキ、ニホンオオカミ、オオヤマネコ、ニホンカワウソ、イタチ、ツキノワグマ、ウサギ、ムササビ、ネズミなど多様な種が出土しており、骨髄を利用した解体痕も見られる。家畜では埋葬事例とされるイヌ（縄文犬）の出土が特筆される。
また、遺跡からはカワニナが大量に出土しており、食用とする説のほか自然堆積や新しい年代のものが混入した可能性が考えられている。

## 遺跡の保存と史跡指定
1962年（昭和37年）11月に県史跡に指定され、1964年（昭和39年）に美川村（当時）が遺跡の範囲379.6平方メートルの土地を公有化した。
1971年（昭和46年）5月27日、国の史跡に指定された。出土品は上黒岩岩陰遺跡考古館に展示されている。なお、岩陰内の遺物包含層は科学的処理により固められて保存されており、断面観察を可能とする措置がとられている。

## アクセス

### 乗用車
国道33号線沿いの側道に考古館が位置する。松山市役所より約80分、久万高原町役場より約10分。

### バス
久万高原町の中心部からJR四国バスが1日9本、伊予鉄南予バスが1日7本運行している。JR四国バスは松山市内より直通運転。
- JR予讃線松山駅からJR四国バス松山高知急行線落出駅行きで約90分。上黒岩遺跡前バス停下車すぐ。

2017年に上記落出駅行きバスは廃線となっており、久万駅から久万高原町営バス「久万落出線」を利用する必要がある。